# Stora Dämme
Stora Dämme är en sjö i Klippans kommun i Skåne och ingår i Rönne ås huvudavrinningsområde.